# Baboucarr Gaye
Baboucarr Gaye (Bielefeld, 24 febbraio 1998) è un calciatore tedesco naturalizzato gambiano, portiere dello Škendija e della nazionale gambiana.

## Carriera

### Club
Dopo aver giocato con varie squadre tra la quarta e la quinta divisione tedesca, nel 2023 si è trasferito alla Lokomotiv Sofia, squadra della prima divisione bulgara.

### Nazionale
Ha esordito con la nazionale gambiana l'11 ottobre 2020, nell'amichevole vinta per 1-0 contro la Repubblica del Congo; nel 2021 è stato convocato per la Coppa d'Africa.

## Statistiche

### Presenze e reti nei club
Statistiche aggiornate al 17 marzo 2023.
| Stagione                 | Squadra                  | Campionato               | Campionato | Campionato | Coppe nazionali | Coppe nazionali | Coppe nazionali | Coppe continentali | Coppe continentali | Coppe continentali | Altre coppe | Altre coppe | Altre coppe | Totale | Totale |
| Stagione                 | Squadra                  | Comp                     | Pres       | Reti       | Comp            | Pres            | Reti            | Comp               | Pres               | Reti               | Comp        | Pres        | Reti        | Pres   | Reti   |
| ------------------------ | ------------------------ | ------------------------ | ---------- | ---------- | --------------- | --------------- | --------------- | ------------------ | ------------------ | ------------------ | ----------- | ----------- | ----------- | ------ | ------ |
| 2017-2018                | Arminia Bielefeld II     | OL                       | 13         | -20        | -               | -               | -               | -                  | -                  | -                  | -           | -           | -           | 13     | -20    |
| lug.-ott. 2019           | Wattenscheid 09          | RL                       | 8          | -10        | -               | -               | -               | -                  | -                  | -                  | -           | -           | -           | 8      | -10    |
| 2020-2021                | Rot-Weiß Coblenza        | RL                       | 35         | -48        | -               | -               | -               | -                  | -                  | -                  | -           | -           | -           | 35     | -48    |
| 2021-2022                | Rot-Weiß Coblenza        | RL                       | 30         | -37        | CG              | 1               | -3              | -                  | -                  | -                  | -           | -           | -           | 31     | -40    |
| Totale Rot-Weiß Coblenza | Totale Rot-Weiß Coblenza | Totale Rot-Weiß Coblenza | 65         | -85        |                 | 1               | -3              |                    | -                  | -                  |             | -           | -           | 66     | -88    |
| gen.-giu. 2023           | Lokomotiv Sofia          | 1L                       | 4          | -3         | CB              | -               | -               | -                  | -                  | -                  | -           | -           | -           | 4      | -3     |
| Totale carriera          | Totale carriera          | Totale carriera          | 90         | -118       |                 | 1               | -3              |                    | -                  | -                  |             | -           | -           | 91     | -121   |

### Cronologia presenze e reti in nazionale
| Cronologia completa delle presenze e delle reti in nazionale ― Gambia | Cronologia completa delle presenze e delle reti in nazionale ― Gambia | Cronologia completa delle presenze e delle reti in nazionale ― Gambia | Cronologia completa delle presenze e delle reti in nazionale ― Gambia | Cronologia completa delle presenze e delle reti in nazionale ― Gambia | Cronologia completa delle presenze e delle reti in nazionale ― Gambia | Cronologia completa delle presenze e delle reti in nazionale ― Gambia | Cronologia completa delle presenze e delle reti in nazionale ― Gambia |
| Data                                                                  | Città                                                                 | In casa                                                               | Risultato                                                             | Ospiti                                                                | Competizione                                                          | Reti                                                                  | Note                                                                  |
| --------------------------------------------------------------------- | --------------------------------------------------------------------- | --------------------------------------------------------------------- | --------------------------------------------------------------------- | --------------------------------------------------------------------- | --------------------------------------------------------------------- | --------------------------------------------------------------------- | --------------------------------------------------------------------- |
| 11-10-2020                                                            | Parchal                                                               | Gambia                                                                | 1 – 0                                                                 | Rep. del Congo                                                        | Amichevole                                                            | -                                                                     |                                                                       |
| 5-6-2021                                                              | Manavgat                                                              | Gambia                                                                | 2 – 0                                                                 | Niger                                                                 | Amichevole                                                            | -                                                                     |                                                                       |
| 8-6-2021                                                              | Bakau                                                                 | Gambia                                                                | 1 – 0                                                                 | Togo                                                                  | Amichevole                                                            | -                                                                     |                                                                       |
| 9-10-2021                                                             | Bakau                                                                 | Gambia                                                                | 1 – 2                                                                 | Sierra Leone                                                          | Amichevole                                                            | -2                                                                    |                                                                       |
| 16-11-2021                                                            | Abu Dhabi                                                             | Nuova Zelanda                                                         | 2 – 0                                                                 | Gambia                                                                | Amichevole                                                            | -2                                                                    |                                                                       |
| 20-1-2022                                                             | Limbe                                                                 | Gambia                                                                | 1 – 0                                                                 | Tunisia                                                               | Coppa d'Africa 2021 - 1º turno                                        | -                                                                     |                                                                       |
| 24-1-2022                                                             | Bafoussam                                                             | Guinea                                                                | 0 – 1                                                                 | Gambia                                                                | Coppa d'Africa 2021 - Ottavi di finale                                | -                                                                     |                                                                       |
| 29-1-2022                                                             | Douala                                                                | Gambia                                                                | 0 – 2                                                                 | Camerun                                                               | Coppa d'Africa 2021 - Quarti di finale                                | -2                                                                    | 40’                                                                   |
| 23-3-2022                                                             | Yaoundé                                                               | Ciad                                                                  | 0 – 1                                                                 | Gambia                                                                | Qual. Coppa d'Africa 2023                                             | -                                                                     |                                                                       |
| 29-3-2022                                                             | Agadir                                                                | Gambia                                                                | 2 – 2                                                                 | Ciad                                                                  | Qual. Coppa d'Africa 2023                                             | -2                                                                    |                                                                       |
| 29-5-2022                                                             | Dubai                                                                 | Emirati Arabi Uniti                                                   | 1 – 1                                                                 | Gambia                                                                | Amichevole                                                            | -1                                                                    |                                                                       |
| 4-6-2022                                                              | Thiès                                                                 | Gambia                                                                | 1 – 0                                                                 | Sudan del Sud                                                         | Qual. Coppa d'Africa 2023                                             | -                                                                     |                                                                       |
| 8-6-2022                                                              | Brazzaville                                                           | Rep. del Congo                                                        | 1 – 0                                                                 | Gambia                                                                | Qual. Coppa d'Africa 2023                                             | -1                                                                    |                                                                       |
| 20-11-2022                                                            | Aksu                                                                  | Gambia                                                                | 0 – 0                                                                 | Guinea-Bissau                                                         | Amichevole                                                            | -                                                                     |                                                                       |
| 24-3-2023                                                             | Bamako                                                                | Mali                                                                  | 2 – 0                                                                 | Gambia                                                                | Qual. Coppa d'Africa 2023                                             | -2                                                                    |                                                                       |
| 28-3-2023                                                             | Casablanca                                                            | Gambia                                                                | 1 – 0                                                                 | Mali                                                                  | Qual. Coppa d'Africa 2023                                             | -                                                                     |                                                                       |
| 14-6-2023                                                             | Ismailia                                                              | Sudan del Sud                                                         | 2 – 3                                                                 | Gambia                                                                | Qual. Coppa d'Africa 2023                                             | -1                                                                    |                                                                       |
| 10-9-2023                                                             | Marrakech                                                             | Gambia                                                                | 2 – 2                                                                 | Rep. del Congo                                                        | Qual. Coppa d'Africa 2023                                             | -2                                                                    |                                                                       |
| 15-1-2024                                                             | Yamoussoukro                                                          | Senegal                                                               | 3 – 0                                                                 | Gambia                                                                | Coppa d'Africa 2023 - 1º turno                                        | -3                                                                    |                                                                       |
| 19-1-2024                                                             | Yamoussoukro                                                          | Guinea                                                                | 1 – 0                                                                 | Gambia                                                                | Coppa d'Africa 2023 - 1º turno                                        | -1                                                                    |                                                                       |
| 23-1-2024                                                             | Bouaké                                                                | Gambia                                                                | 2 – 3                                                                 | Camerun                                                               | Coppa d'Africa 2023 - 1º turno                                        | -3                                                                    |                                                                       |
| Totale                                                                |                                                                       | Presenze                                                              | 21                                                                    |                                                                       | Reti                                                                  | -22                                                                   |                                                                       |